# ジョン・ヴァーリイ

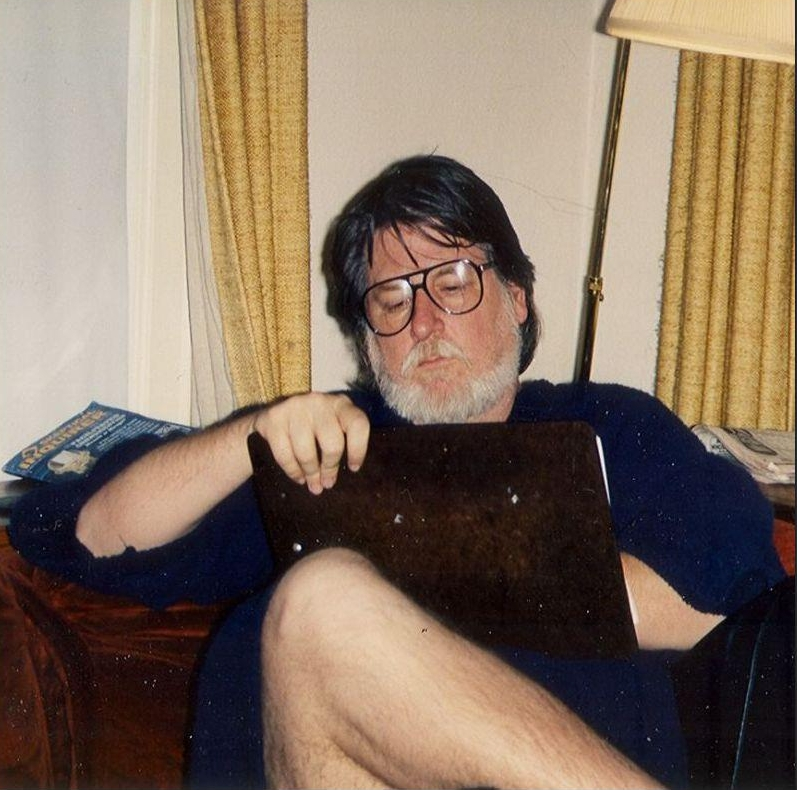

ジョン・ヴァーリイ（John Herbert Varley, 1947年8月9日 - ）は、アメリカ合衆国の小説家（SF作家）。
未来世界の人々を描きながら、同時代的な意識を盛り込むと同時に、最新科学知識と多量のガジェットを投入し、新しいスタイルのハードSFとして評価されつつ、人体改造やコンピュータを利用した設定は1980年代のサイバーパンクの先駆け的存在とも見なされる。
また、70年代に活躍したSF作家たち、マイクル・ビショップ、ジョージ・R・R・マーティン、ヴォンダ・マッキンタイアらのLDG（レイバー・デイ・グループ）に含められることもある。

## 経歴
テキサス州オースティン生まれ。テキサス州フォートワースで育ち、1957年に同州ポートアーサーに引っ越し、そこで高校を卒業。国の奨学金を得て、ミシガン州立大学に入学。ここを選んだのは、彼が入学できる中でテキサス州から一番遠い大学だったからだという。当初物理学を専攻したが、英語学に転向し、20歳の誕生日を迎える前に退学し、ちょうど1967年の「サマー・オブ・ラブ」のころにサンフランシスコの Haight-Ashbury を訪れた。そこで様々なバイトを経験し、食事は教会の施しをあてにし、最終的に物書きとして生計を立てると決める前には物乞いのようなこともしていた。1969年には車がガス欠で止まった半マイル先で偶然にもウッドストック・フェスティバルが開催されていて、それに参加した。他にも、オレゴン州ポートランド、ユージーン、ニューヨーク、サンフランシスコ（2度目）、カリフォルニア州バークレー、ロサンゼルスといった場所を転々とした。
1974年に短編「ピクニック・オン・ニアサイド」を「F&SF」誌に発表して作家デビュー。その後1978年までヒューゴー賞、ネビュラ賞、ローカス賞、ジョン・W・キャンベル新人賞に多数ノミネートされながら受賞には至らなかったが、「残像」で1978年ネビュラ賞、1979年ヒューゴー賞、ローカス賞のトリプルクラウンを果たし、以後は受賞の常連となる。
初期のいくつかの長編と多数の短編は《八世界》(The Eight Worlds) と呼ばれる未来史に属している。神秘的で全能な異星種族が2050年に現れ、人類を地球上からほとんど抹殺した（クジラとイルカだけを正統な地球の知的生命体と認識し、人類は邪魔者としたため）。人類は「へびつかい座ホットライン」と呼ばれる謎の通信ビームのもたらした情報によって、人体改造や遺伝子操作で自らを適応させ太陽系の各地に進出する。短編集『残像』が発表された1970年代において、生物学の進歩によって人類が変容するという洞察は啓示的だった。この短編集の表題作はヒューゴー賞とネビュラ賞を受賞し、同短編集に収録された「汝、コンピュータの夢」はテレビ映画化 (英語タイトル『Overdrawn at the Memory Bank』) された。ちなみに「選択の自由」と「ブルー・シャンペン」（共に短編集『ブルー・シャンペン』に収録）もテレビドラマ化されている。
ヴァーリイは数年間ハリウッドで過ごしたが、実際に映画として形になったのは『ミレニアム』だけである（1988年、イギリスで映画化。邦題は『ミレニアム/1000年紀』）。これについてヴァーリイは次のように述べている。

『ミレニアム』の話が持ち上がったのは1979年のことだった。最終的にそれを6回書いた。監督は途中で3回変更になり、その度に入念に打ち合わせて小説を書きなおした。それぞれの監督は独自のアイデアを持っていて、そこから何かを得ることもあったが、同時に必ず何かが失われ、最終的に撮影に入ったときには多くのものが失われていた。

ヴァーリイはしばしばロバート・A・ハインラインと比べられる。文体が似ているだけでなく、リバタリアニズム的で自由恋愛を好む点も似ている。『スチール・ビーチ』と The Golden Globe という2つの長編にはハインライン主義者の社会が登場する。The Golden Globe にはさらに冥王星の流刑地コロニーから発展した社会と、その衛星であるカロンで発展した社会が登場し、ハインラインの『月は無慈悲な夜の女王』によく似た状況が描かれる。ハインラインの月社会とは異なり、ヴァーリイの描く社会はもっとマフィアやヤクザのそれに近い。
ヴァーリイは女性を活躍させることが多く、男性のハードSF作家としては非常に珍しい。《八世界》では性転換が日常茶飯事になっているということも言えるが、それ以外の作品でも女性が活躍する傾向が強い。性転換を日常の一部として描くというのも彼の作品の性的テーマを表している。
他に土星の衛星（テミス）上に異文明によって構築された世界におけるRPG的な冒険を描く『ティーターン』『ウィザード』Demonの三部作がある。

## 作品リスト

### 長編
- 《八世界》の一部
  - The Ophiuchi Hotline, 1977 『へびつかい座ホットライン』浅倉久志訳、早川書房、1979年→ハヤカワ文庫SF、1986年
  - Steel Beach, 1992 『スチール・ビーチ』浅倉久志訳、ハヤカワ文庫SF、1994年
  - The Golden Globe, 1998
- Gaea 三部作
  - Titan, 1979 『ティーターン』深町眞理子訳、創元SF文庫、1982年
  - Wizard, 1980 『ウィザード』小野田和子訳、創元SF文庫、1994年
  - Demon, 1984
- Red Thunder 三部作
  - Red Thunder, 2003
  - Red Lightning, 2006
  - Rolling Thunder, 2008
- Millennium, 1983 『ミレニアム』風見潤訳、角川書店、1985年→角川文庫、1988年
- Mammoth, 2005

### 短編集
- The Persistence of Vision, 1978 『残像』冬川亘・大野万紀訳、ハヤカワ文庫SF、1980年
- The Barbie Murders, 1980 『バービーはなぜ殺される』浅倉久志ほか訳、創元SF文庫、1987年
- Blue Champagne, 1986 『ブルー・シャンペン』浅倉久志ほか訳、ハヤカワ文庫SF、1994年
- The John Varley Reader: Thirty Years of Short Fiction, 2004
- Good-bye, Robinson Crusoe and Other Stories, 2013
- 『逆行の夏 ジョン・ヴァーリイ傑作集』浅倉久志ほか訳、ハヤカワ文庫SF、2015年（日本オリジナル短編集）
- 『汝、コンピューターの夢 〈八世界〉全短編１』大野万紀訳、創元SF文庫、2015年（日本オリジナル短編集）
- 『さようなら、ロビンソン・クルーソー〈八世界〉全短編２』浅倉久志／大野万紀 訳、創元SF文庫、2016年（日本オリジナル短編集）

### 中短編の単行本化
- Tango Charlie and Foxtrot Romeo, 1989 (サミュエル・R・ディレイニー「スター・ピット」との合本)
- Press Enter■, 1990 (ロバート・シルヴァーバーグ「ホークスビル収容所」との合本)
- The Persistence of Vision, 1991 (イアン・ワトスンNanoware Timeとの合本)
- Press Enter■, 1997

### アンソロジー編著
- Superheroes, 1995 (リシア・メインハードと共編)

## 受賞歴
- 「残像」 - 1978年ネビュラ賞 中長編小説部門、1979年ヒューゴー賞 中長編小説部門、ローカス賞 ノヴェラ部門
- 「バービーはなぜ殺される」 - 1979年ローカス賞 ノヴェレット部門
- 『残像』 - 1979年ローカス賞 短篇集部門
- 『ティーターン』 - 1980年ローカス賞 SF長篇部門[6]
- 『バービーはなぜ殺される』 - 1981年ローカス賞 短篇集部門
- 「プッシャー」(The Pusher, 1981) - 1982年ヒューゴー賞 短編小説部門、ローカス賞 短篇部門
- 「ブルー・シャンペン」 - 1982年ローカス賞 ノヴェラ部門
- 「PRESS ENTER■」 - 1985年ヒューゴー賞 中長編小説部門、ネビュラ賞 中長編小説部門、ローカス賞 ノヴェラ部門、1987年星雲賞海外短編部門
- 『ブルー・シャンペン』 - Blue Champagne 1987年ローカス賞 短篇集部門
- 「タンゴ・チャーリーとフオックストロット・ロミオ」 - 1992年星雲賞海外短編部門
- The Golden Globe (1999) - プロメテウス賞
- Red Thunder (2004) - エンデバー賞[7]